# Окинава
Окина́ва (яп. 沖縄本島 окинава-хонто:, окинав. 沖縄/うちなー утина:) — самый крупный остров японского архипелага Рюкю, расположенный приблизительно посередине между Кюсю и Тайванем. Площадь острова равна 1207 км². Является самым большим островом в префектуре Окинава, Япония. Главный город — Наха (314 358 жителей). Из Нахи ведёт шоссе в город Сюри, древнюю резиденцию королей.

## География
Остров Окинава располагается в южной части Японии и в северо-восточной части одноимённой префектуры, являясь 5-м по величине островом после Хонсю, Хоккайдо, Кюсю и Сикоку (7-м, если учитывать оспариваемые Японией острова Итуруп и Кунашир), и это самый крупный остров так называемых «южных территорий».
Площадь острова составляет 1206,98 км², длина береговой линии — 476 км, а протяжённость с севера на юг — 106,6 км.
Северная часть острова, называемая Ямбару, сложена магматическими горными породами, фактически это вулканический низкогорный массив с максимальной отметкой — гора Йонаха (503 м), которая также является высшей точкой острова. Кроме того, север характеризуется густой речной сетью в отличие от юга, а также высокой лесистостью. Почвы характеризуются повышенной кислотностью, благоприятной для выращивания ананаса.
Значительные площади полуострова Мотобу покрыты толщами известняка, что обуславливает развитие карстовых процессов, которые усиливаются под воздействием климатических условий субтропиков. В сельском хозяйстве территория полуострова благоприятна для выращивания ацеролы. Происходит добыча известняка открытым (карьерным) способом для дальнейшего производства цемента.
Островной юг сложен известняками свиты Рюкю и массивными глинами. Местность преимущественно равнинная, слабохолмистая, абсолютные отметки едва превышают 100 м. Из-за обилия известняка развиты карстовые процессы с высокой скоростью протекания, нередко образуются карстовые котловины — закрытые депрессии, имеющие более сложную структуру и большие размеры в сравнении с карстовыми воронками. Встречаются карстовые пещеры, протяжённость наибольшей из которых составляет 5 км.
Северной оконечностью острова является Хэдо, расстояние от которого до ближайшего соседнего острова Йорондзима составляет 22 км. Крайней южной точкой является мыс Арасаки, хотя ошибочно полагают, что таковой является мыс Киятакэ.

### Климат

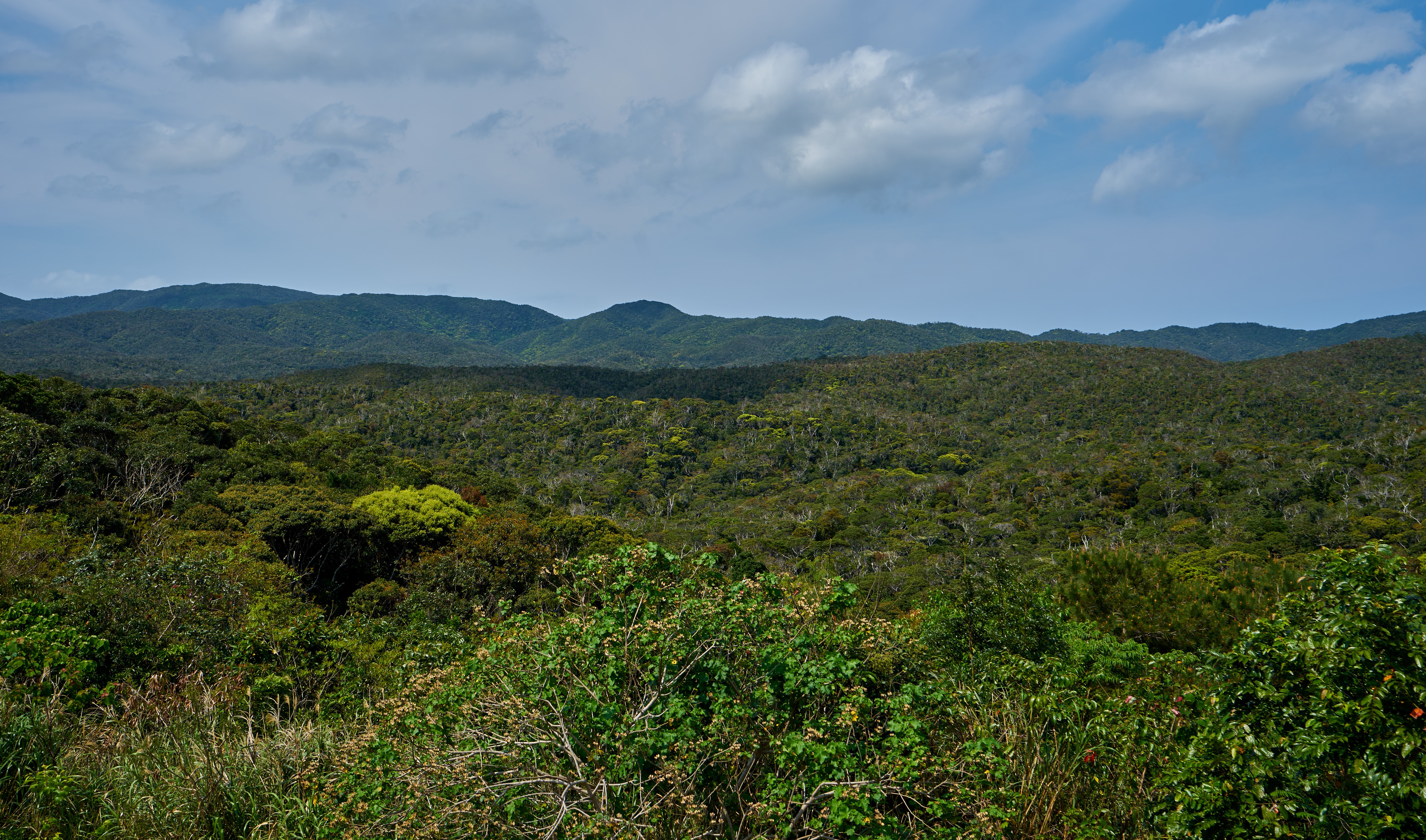
Субтропический лес на Окинаве

По классификации Кёппена климат острова Окинавы является субтропическим умеренно влажным (океаническим). В летний период наблюдаются частые тайфуны. Зима тёплая, температуры не опускаются ниже 9 °C, но характерен сильный порывистый ветер. Летние температуры могут достигать 32−33 °C в максимуме, но всё же ниже, чем на крупных островах Японии за счёт океанического влияния.
| Среднемесячные значения                  | Среднемесячные значения         | Север         | Север        | Север        | Юг             | Юг           |
| Среднемесячные значения                  | Среднемесячные значения         | Кунигами      | Наго         | Кин          | Наха           | Нандзё       |
| ---------------------------------------- | ------------------------------- | ------------- | ------------ | ------------ | -------------- | ------------ |
| Классификация климатов Кёппена           | Классификация климатов Кёппена  | Cfa           | Cfa          | Cfa          | Cfa            | Cfa          |
| Температура (°C)                         | Июль                            | 26,7          | 28,8         | 28,6         | 28,9           | 27,1         |
| Температура (°C)                         | Январь                          | 14,5          | 16,3         | 16,2         | 17,0           | 15,2         |
| Осадки (мм)                              | С наибольшим количеством        | 309,5 июнь    | 248,2 август | 228,8 май    | 260,5 сентябрь | 253,3 июнь   |
| Осадки (мм)                              | С наименьшим количеством        | 138,3 декабрь | 96,2 декабрь | 78,3 декабрь | 102,8 декабрь  | 111,7 январь |
| Продолжительность солнечного сияния (ч） | С наибольшим количеством (июль) | 239,2         | 245,7        | 218,1        | 238,8          | 210,1        |
| Продолжительность солнечного сияния (ч） | С наименьшим количеством        | 78,3 январь   | 86,2 февраль | 88,3 февраль | 87,1 февраль   | 93,0 февраль |

### Биота
Окинава и ряд других островов из архипелага Рюкю находятся в зоне вечнозелёных широколиственных лесов, которые относятся к так называемому типу «ябуцубаки» (местное название камелии японской). Кроме камелии распространение получило дерево шии (лат. Castanopsis spp.) из рода кастанопсис. На горных участках преобладает другой представитель рода кастанопсис — каштанник зибольда, а также субтропический гигантский папоротник — Циатея лепифера. В то время как прибрежные участки заняты коралловыми рифами и мангровыми лесами. Для Окинавы характерен так называемый островной эндемизм за счёт продолжительной изоляции от Евроазиатского континента. В животном мире среди эндемиков следует выделить лазающего зайца, скрытную лягушку, жёлто-зелёную куфию, хохлатого змеиного орла, бонинскую летучую лисицу, окинавского пастушка, в акватории — горбатого кита и дюгоня.

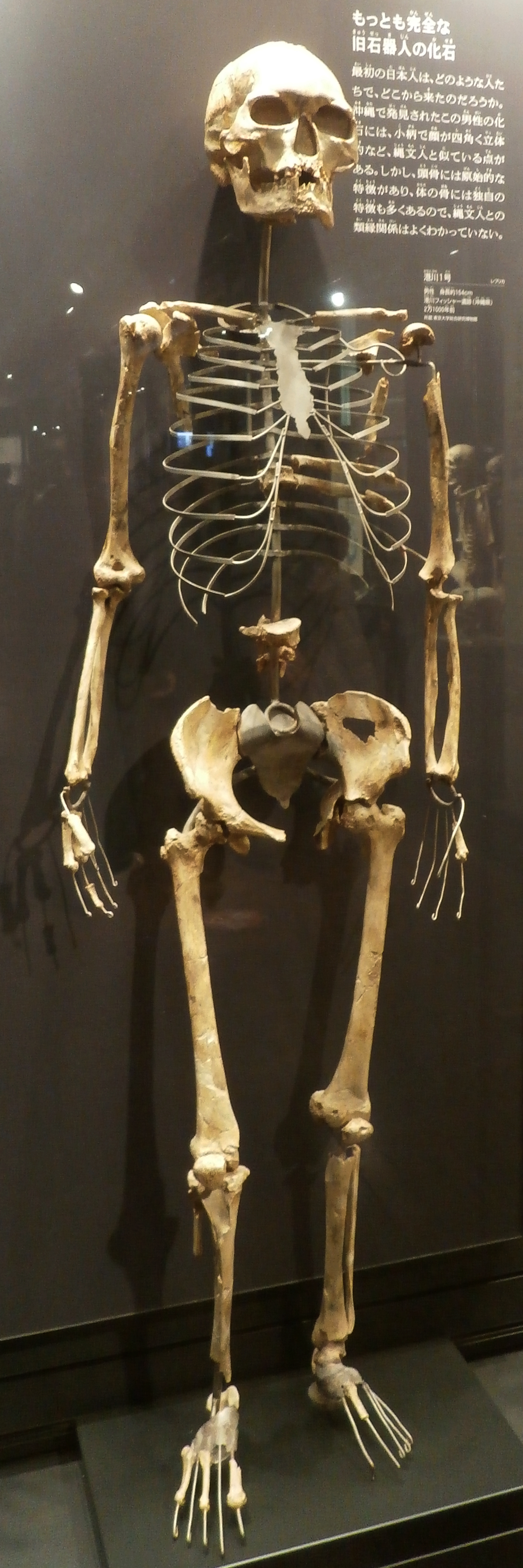
Скелет минатогавского человека (Minatogawa Man 1)

## История

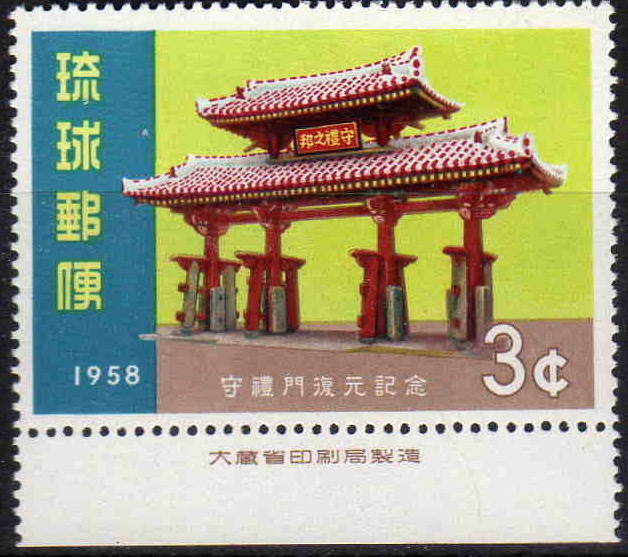
Ворота Сюрейномон замкового (королевского) парка — символ Окинавы на трёхцентовой марке Окинавы 1958 года

### Верхний палеолит
Скелеты из пещеры Ямасита датируются возрастом около 36,5 тыс. лет; кости младенца из пещеры Сакитари датируются возрастом около 30 тыс. лет; найденные там же древнейшие известные в мире рыболовные крючки датируются возрастом около 23 тыс. лет.
Скелет минатогавского человека датируется возрастом около 20 тыс. лет. У палеолитического жителя острова Окинава Минато 1, жившего 20 тыс. лет назад (стоянка Минатогава), определили митохондриальную гаплогруппу M. На филогенетическом дереве митохондриальной ДНК гаплотип Минато 1 расположен в основании митохондриальной гаплогруппы М. Митохондриальный геном Минато 1 не группируется ни с индивидами периода Дзёмон, ни с индивидами периода Яёй, ни с современными японцами.

### Последующая история
В Средние века на Окинаве существовало королевство Рюкю, которое было подчинено японцами в 1879 году. По всему периметру острова разбросаны развалины средневековых фортификационных сооружений — гусуку. Они являются памятниками Всемирного наследия.
В апреле — июне 1945 года, после ожесточённой 82-дневной Битвы за Окинаву, в которой погибло 95 000 японских и 12 510 американских военнослужащих, остров был захвачен американскими войсками. После окончания войны Окинава находилась в ведении американской администрации до 1972 года.

### Военное присутствие США

Американские военные объекты на Окинаве

Несмотря на восстановление вооружённых сил Японии в 1950-1954 гг., японские военнослужащие не находились на Окинаве до 1972 года. 17 июня 1971 года между США и Японией было подписано соглашение об ответственности Японии за оборону Окинавы, но только весной 1972 года в "силах самообороны" было сформировано первое подразделение для службы на Окинаве.
С 1972 года на Окинаве располагаются американские войска на 32 военных базах, занимающих суммарно почти 20 % территории острова. Основные военные базы: Кэмп-Кортни, Футенма, Кадена, Hansen, Torii, Schwab, Фостер, Kinser.
Присутствие вооружённых сил США на острове вызывает среди жителей Японии протесты, которые усилились после случая изнасилования американскими солдатами 12-летней школьницы в 1995 году. Всего за период 1972 по 2016 год на Окинаве военнослужащими армии США было совершено 5,8 тысяч преступлений, 571 из которых относится к категории тяжких, среди которых 26 убийств и 129 изнасилований. В июле 2016 года администрациями США и Японии было принято решение об ограничении правовых привилегий американцев по Соглашению о статусе вооружённых сил США в Японии, причиной чего стали частые нарушения местного законодательства со стороны военнослужащих армии США.

## Галерея

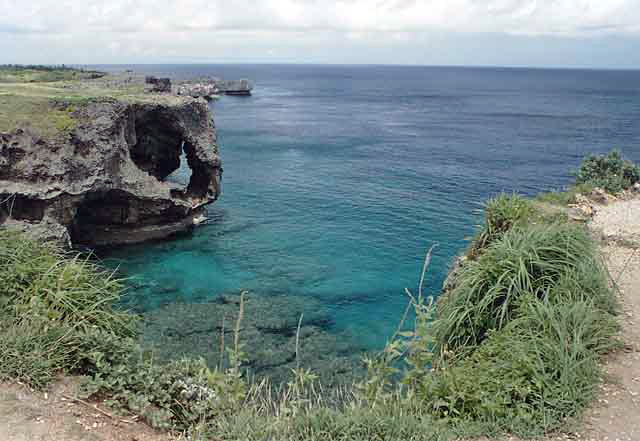
Утёсы в Мандзамо
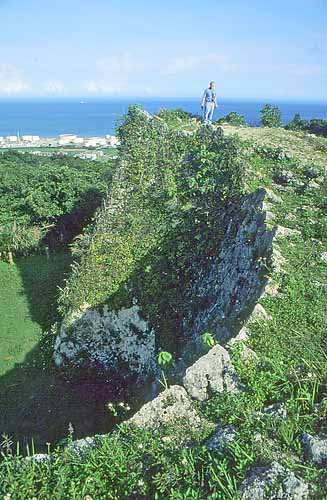
Стена гусуку
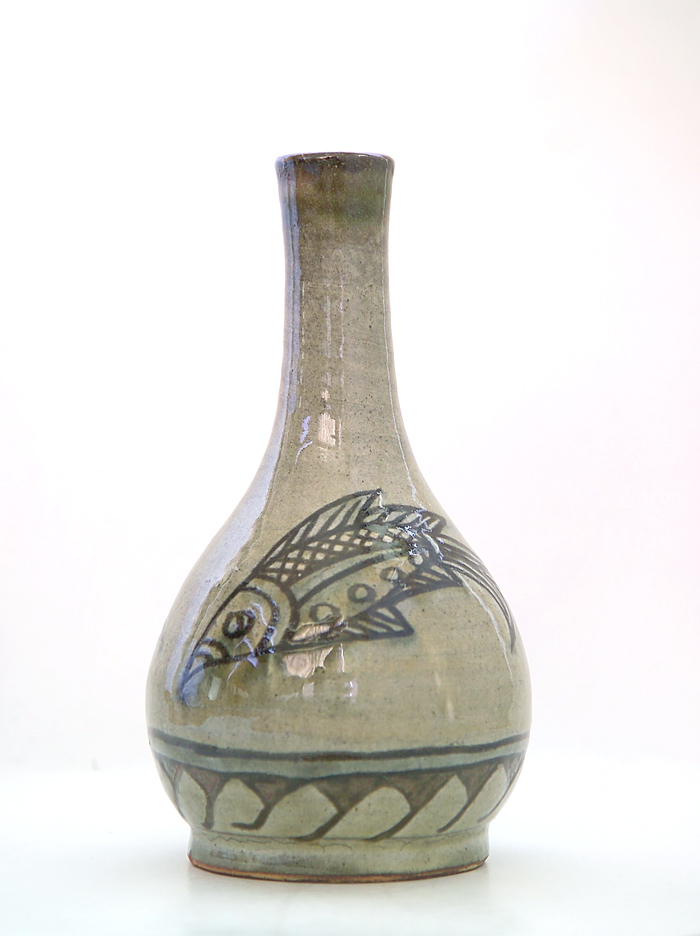
Ваза в национальном окинавском стиле
Восстановленный королевский дворец в Сюри
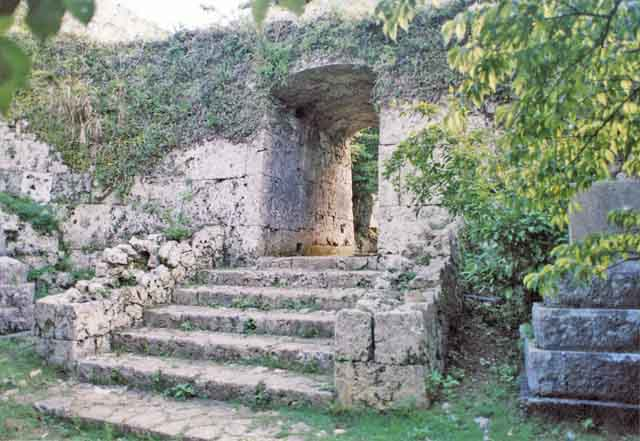
Развалины одного из гусуку
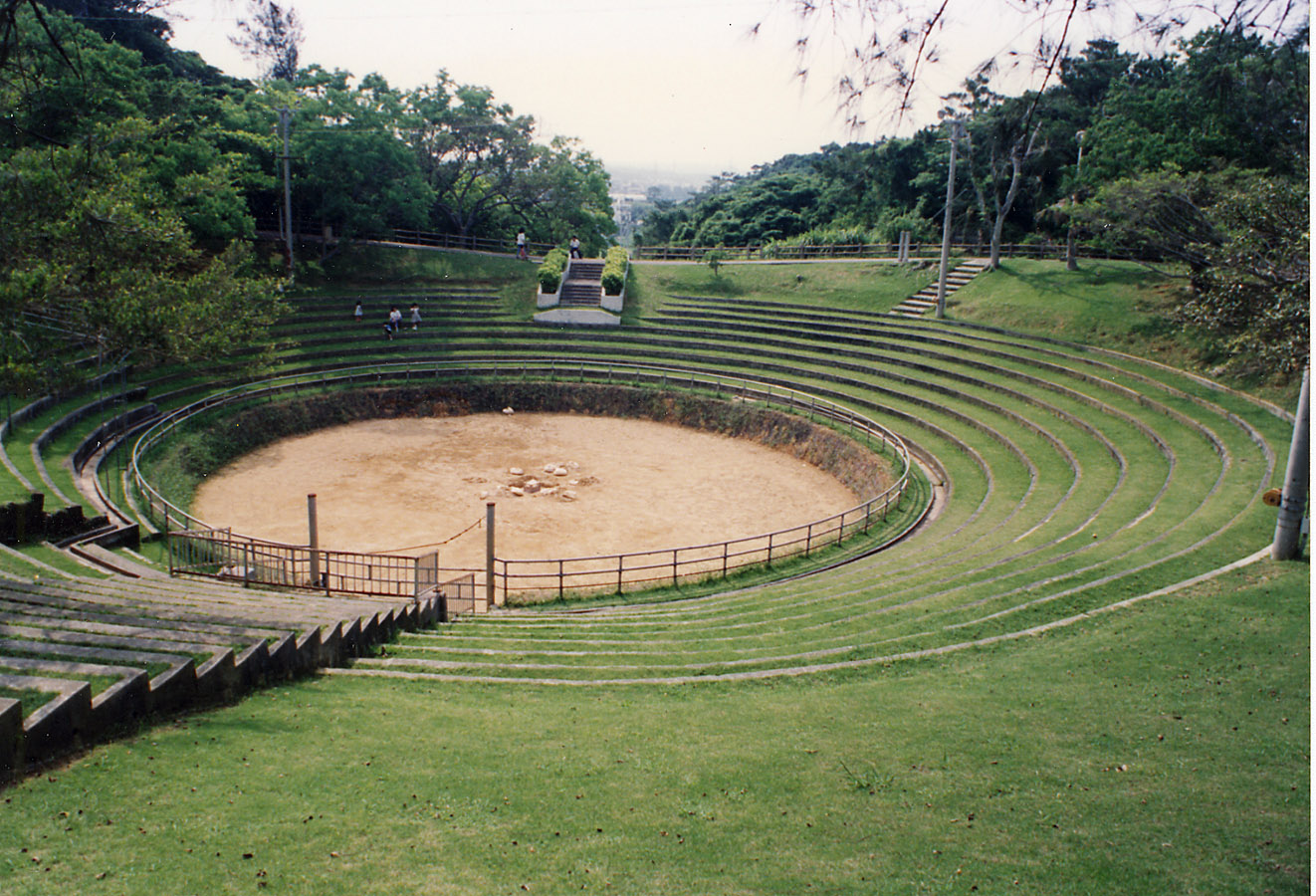
Арена для боя быков.
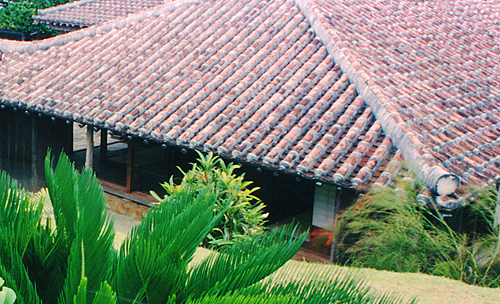
Традиционный дом на Окинаве
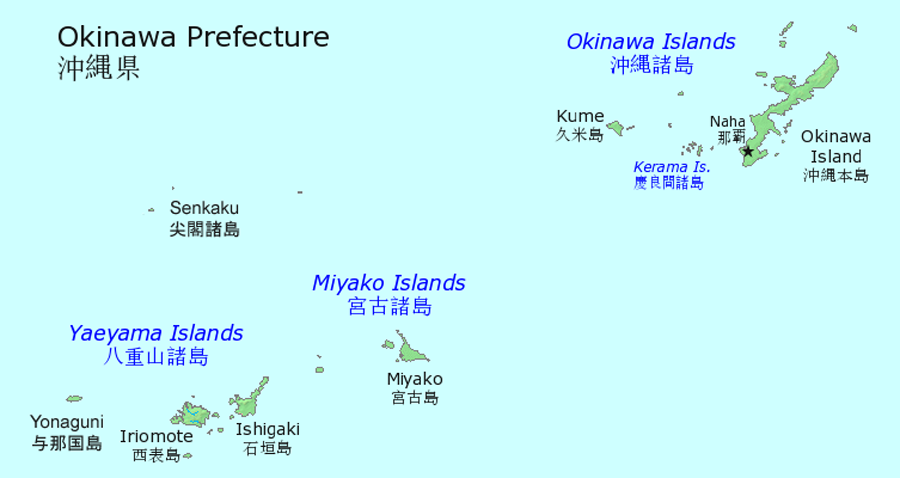
Карта префектуры Окинава